# Hope (язык программирования)
Hope — функциональный язык программирования, разработанный в начале 1980-х годов; является предшественником языков Miranda и Haskell.
В журнале Byte за август 1985 впервые опубликовано руководство по языку Hope.
Пример программы вычисления факториала на языке Hope:
```
dec fact : num -> num;
--- fact 0 <= 1;
--- fact n <= n*fact(n-1);
```

В отличие от языка Haskell, изменение порядка выражений не изменяет поведения программы, так как в том случае, когда выражение подходит под несколько шаблонов, выбирается наиболее специфичный данному выражению шаблон.